# Arachnothera modesta
Az Arachnothera modesta a madarak (Aves) osztályának a verébalakúak (Passeriformes) rendjébe, ezen belül a nektármadárfélék (Nectariniidae) családjába tartozó faj.

## Rendszerezése
A fajt Thomas Campbell Eyton angol ornitológus írta le 1839-ben, az Anthreptes nembe Anthreptes modesta néven.

## Alfajai
- Arachnothera modesta caena Deignan, 1956
- Arachnothera modesta concolor Snelleman, 1882
- Arachnothera modesta modesta (Eyton, 1839)[2]

## Előfordulása
Brunei, Indonézia, Malajzia, Mianmar, Nepál, Szingapúr és Thaiföld területén honos. Természetes élőhelyei a szubtrópusi és trópusi síkvidéki esőerdők, mocsári erdők, száraz erdők és cserjések, valamint ültetvények. Állandó, nem vonuló faj.

## Megjelenése
Testhossza 18 centiméter.

## Természetvédelmi helyzete
Az elterjedési területe rendkívül nagy, egyedszáma ugyan csökken, de még nem éri el a kritikus szintet. A Természetvédelmi Világszövetség Vörös listáján nem fenyegetett fajként szerepel.